# Fāẕelābād
Fāẕelābād (persiska: فاضل آباد) är en ort i Iran.   Den ligger i provinsen Lorestan, i den västra delen av landet, 400 km sydväst om huvudstaden Teheran. Fāẕelābād ligger 1 608 meter över havet och antalet invånare är 273.
Terrängen runt Fāẕelābād är kuperad.Runt Fāẕelābād är det ganska tätbefolkat, med 58 invånare per kvadratkilometer. Närmaste större samhälle är Fīrūzābād, 18,1 km öster om Fāẕelābād. Omgivningarna runt Fāẕelābād är i huvudsak ett öppet busklandskap.